# Мещеряков, Алексей Владимирович
Алексе́й Влади́мирович Мещеряко́в (1910-1987) — советский инженер, Герой Социалистического Труда (1972).

## Биография
Алексей Владимирович Мещеряков родился 8 марта 1910 года в городе Никольске (ныне — Пензенская область). После окончания средней школы работал разнорабочим. В 1934 году Мещеряков окончил Московский механико-машиностроительный институт (ныне — МГТУ имени Н. Э. Баумана), после чего был направлен на работу на Завод опытных конструкций при Центральном аэрогидродинамическом институте (впоследствии — авиационный завод № 156 Народного комиссариата тяжёлой промышленности СССР). Прошёл путь от конструктора до главного технолога завода.
В годы Великой Отечественной войны работал в эвакуации в Омске в качестве главного инженера своего завода. С 1943 года, когда завод Мещерякова был возвращён в Москву, вернулся вместе с ним. При его участии выпускались самолёты «ТБ-1», «ТБ-3», «Р-6», «ПС-9», «СБ», «ТБ-7», «Пе-8», «Ту-2». С июля 1945 года работал главным инженером завода № 156 ОКБ А. Н. Туполева (впоследствии — Московский машиностроительный завод «Опыт»). Руководил сборкой разработанных в ОКБ Туполева военных и пассажирских самолётов, в том числе: «Ту-16», «Ту-22», «Ту-95», «Ту-104», «Ту-114», «Ту-116», «Ту-126», «Ту-128», «Ту-134», «Ту-141», «Ту-142», «Ту-143», «Ту-144», «Ту-154», «Ту-156», «Ту-160». Возглавлял работы по созданию лабораторной базы для отработки различных агрегатов и систем, входящим в самолёты, руководил строительством 112 стендов и установок для совершенствования конструкции самолётов, их доводки и лётных испытаний. Кроме того, на заводе «Опыт» активно внедрялись передовые технологические процессы, в том числе уникальные.
Указом Президиума Верховного Совета СССР от 22 ноября 1972 года за «выдающиеся заслуги в деле создания новой авиационной техники» Алексей Владимирович Мещеряков был удостоен высокого звания Героя Социалистического Труда с вручением ордена Ленина и медали «Серп и Молот».
В 1980 году Мещеряков вышел на пенсию. Проживал в Москве. Скончался 5 февраля 1987 года, похоронен на Введенском кладбище (3 уч.).

## Награды и премии
- Герой Социалистического Труда (22.09.1972)
- 4 ордена Ленина (05.02.1944; 06.12.1949; 12.07.1957; 22.09.1972)
- орден Трудового Красного Знамени (08.08.1947)
- орден Красной Звезды (02.07.1945)
- медали[1]
- Сталинская премия (1949)